# 開角龍屬
開角龍屬，又名加斯莫龍、隙龍、裂頭龍或裂角龍，是角龍科恐龍的一屬，生活於上白堊紀的北美洲。牠的學名意思是「空隙蜥蜴」，意指其頭盾的大型洞孔。牠們最初被稱為原牛角龍（Protorosaurus），但之前已由其他動物擁有這個學名。在角龍科中，開角龍是屬於中等體型的恐龍，身長約有5-6公尺長，體重約3.6公噸重。就像所有角龍科一樣，牠是純草食性動物。開角龍的所有標本，都發現於加拿大亞伯達省的恐龍省立公園。羅氏開角龍的化石發現於下層；而貝氏開角龍的化石發現於中上層。

## 發現及物種

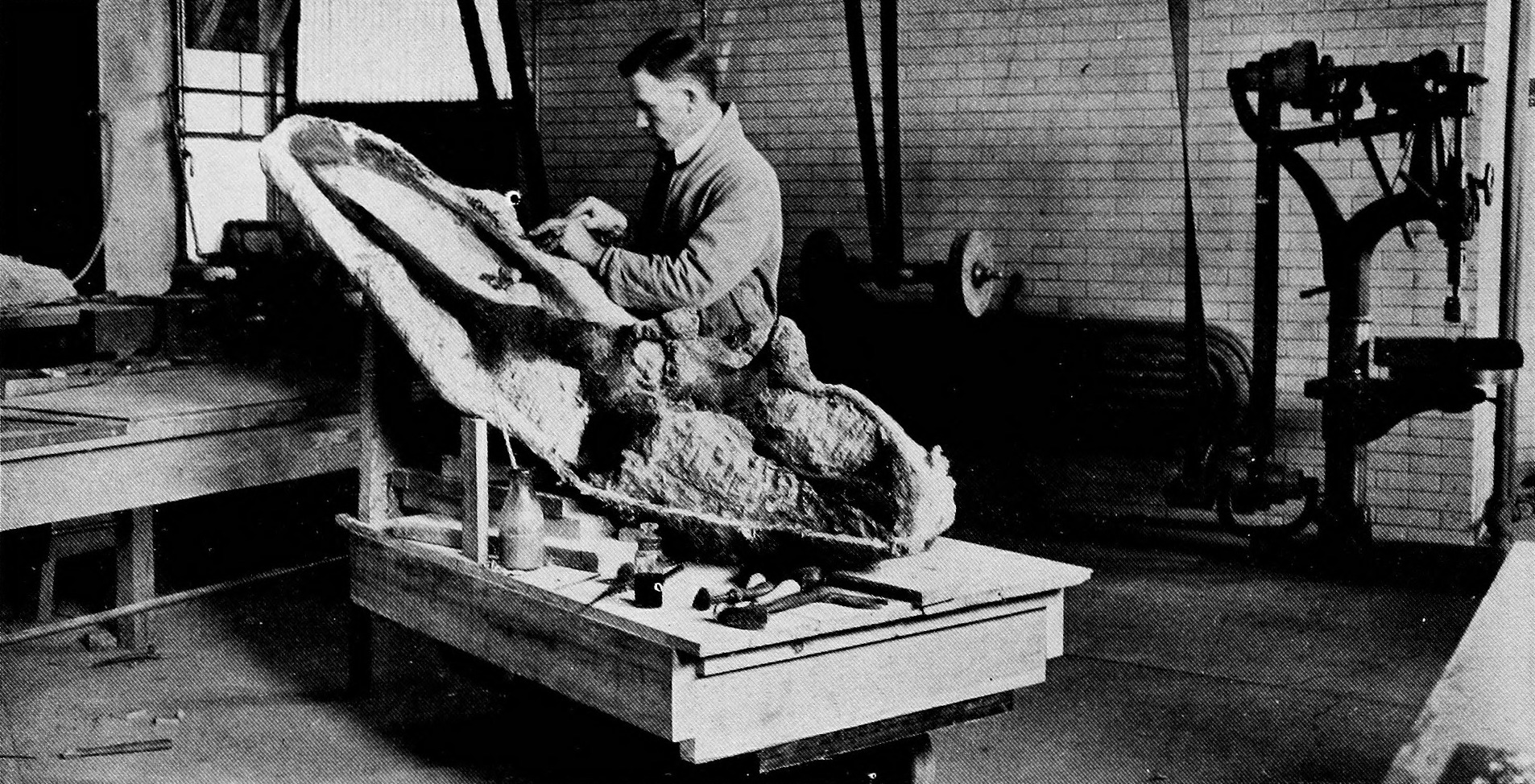
斯騰伯格處理貝氏開角龍的頭骨，1914年所攝

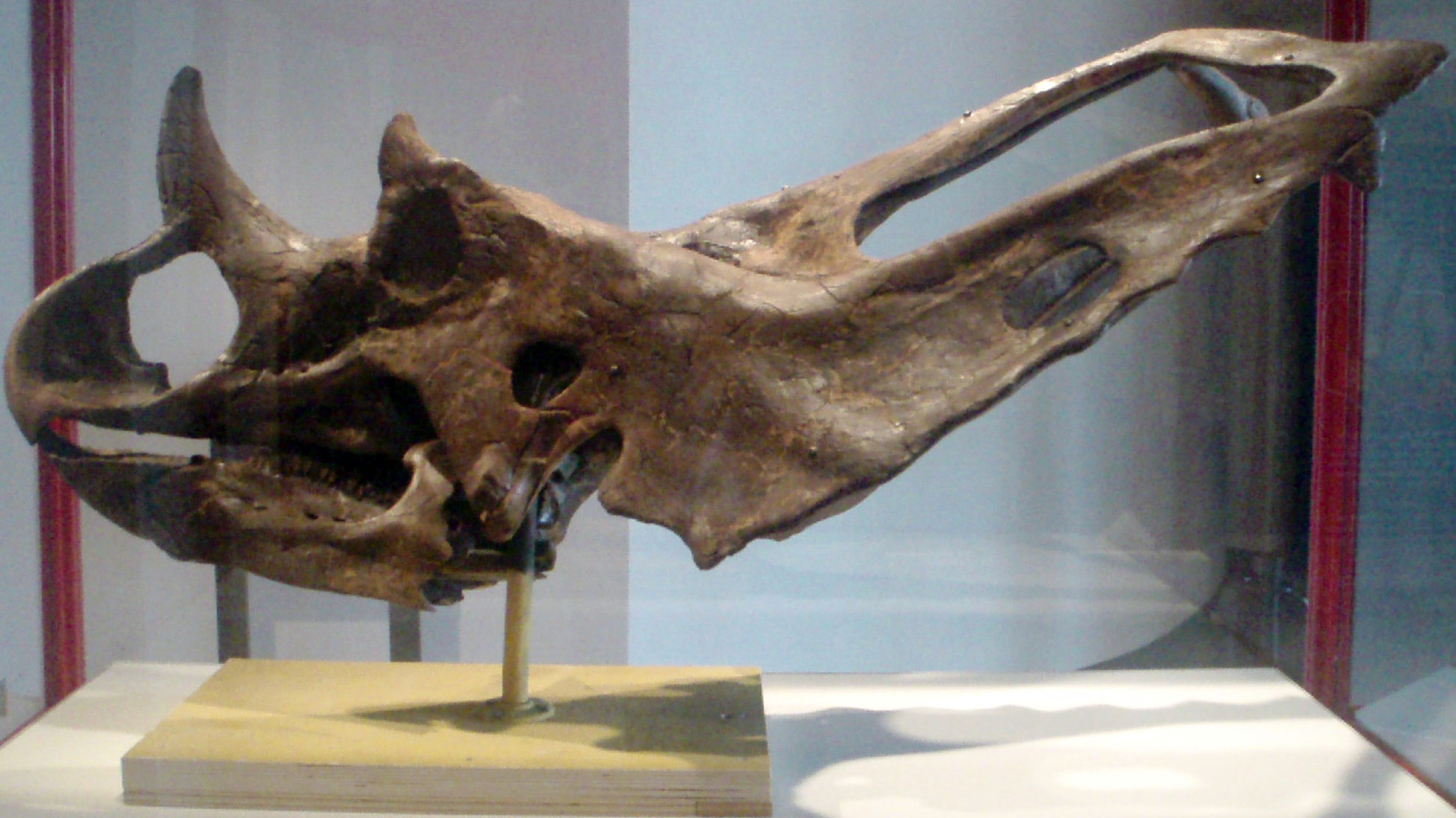
於多倫多皇家安大略博物館展出的貝氏開角龍頭顱骨，曾被歸類於短喙開角龍

在1898年，加拿大地質調查局的勞倫斯·賴博（Lawrence M. Lambe）發現了一個部分頸盾，他將這個化石歸類於獨角龍的一種，貝氏獨角龍（Monoclonius belli）。
在1913年，查爾斯·斯騰伯格（Charles Sternberg）及他的兒子們在加拿大艾伯塔省發現貝氏獨角龍的幾個完整頭顱骨；該地屬於恐龍公園層中層。最後於1914年，勞倫斯·賴博研究這些頭顱骨，並建立為開角龍屬（Chasmosaurus）。
之後有更多的開角龍頭顱骨與化石被發現，而彼此之間亦有些形態差別，尤其是頭顱骨。目前開角龍已知有幾個物種。勞倫斯·賴博除了建立模式種貝氏開角龍（C. belli），同年還命名了加拿大開角龍（C. canadensis）。後者曾被改歸類為加拿大始角龍（Eoceratops canadensis），但後來被重新歸類於開角龍屬。始角龍、有長角的C. kaiseni，目前都被歸類於魅惑角龍（Mojoceratops）。
在1933年，Richard Swann Lull 將一個於1926年發現的短鼻顱骨（編號 ROM 839，早年編號為 ROM 5436）命名為短喙開角龍（C. brevirostris），不過今日認為就是貝氏開角龍。在1940年，斯騰伯格將一具編號 NMC 8800 從艾伯塔省西南部發現的化石，命名為羅氏開角龍（C. russelli）；該地屬於恐龍公園層下層。
在1989年，發現於美國德克薩斯州的馬里斯科爾開角龍（C. mariscalensis），目前已被各別建立為阿古哈角龍（Agujaceratops）。
最近期描述的物種則是爾文開角龍（C. irvinensis），是發現於恐龍公園層的最上層。在2010年，這個種被建立為新屬，迷亂角龍（Vagaceratops）。
本属包括以下物种：
- †贝氏开角龙 Chasmosaurus belli (Lambe, 1902)
- †爾文開角龍 Chasmosaurus irvinensis Holmes, Forster, Ryan & Shepherd, 2001，现为迷亂角龍（Vagaceratops）
- †馬里斯科爾開角龍 Chasmosaurus mariscalensis [11]，现为阿古哈角龍（Agujaceratops）
- †罗氏开角龙 Chasmosaurus russelli Sternberg, 1940

## 特徵

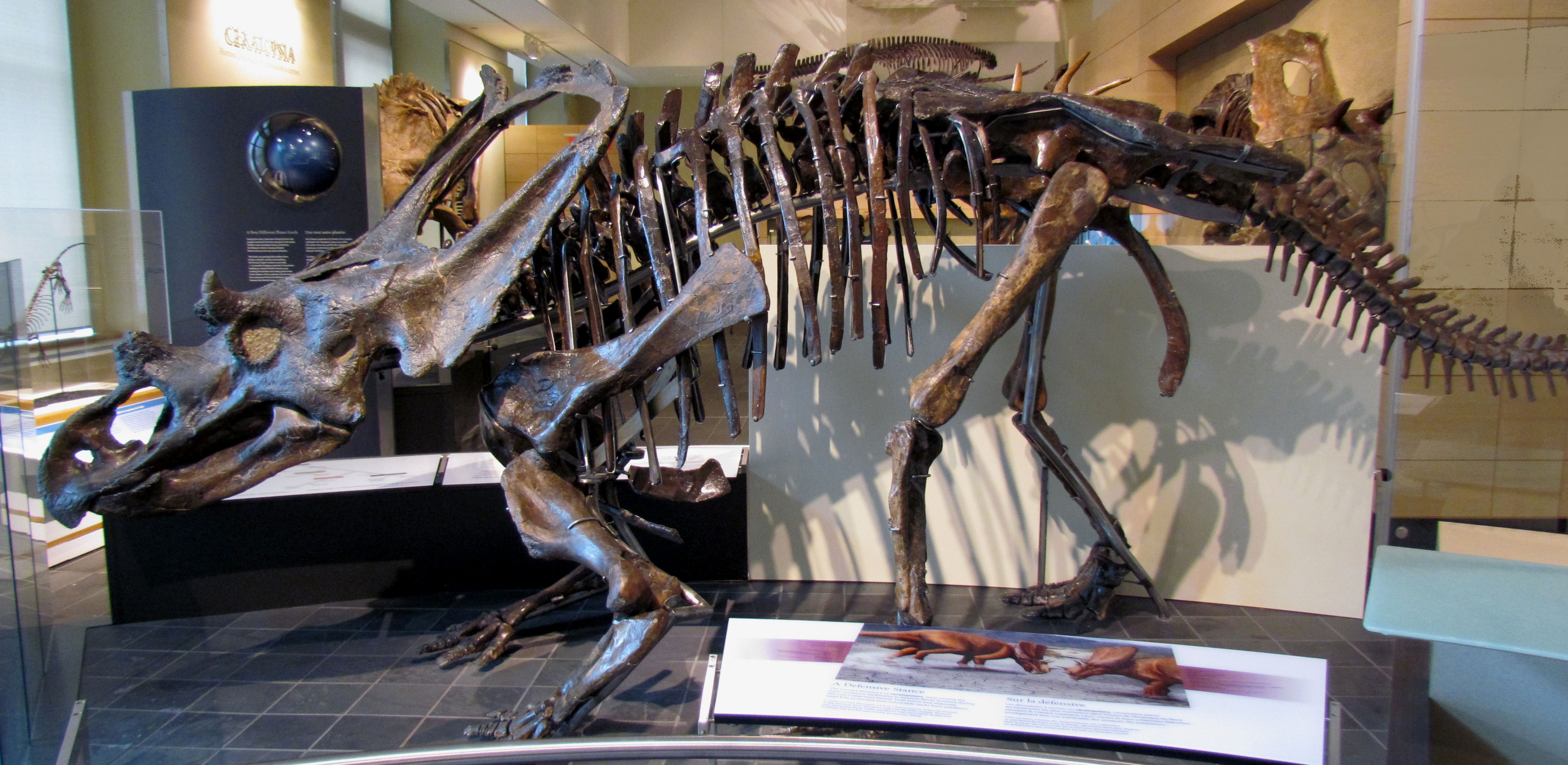
羅氏開角龍的骨架模型，加拿大自然史博物館

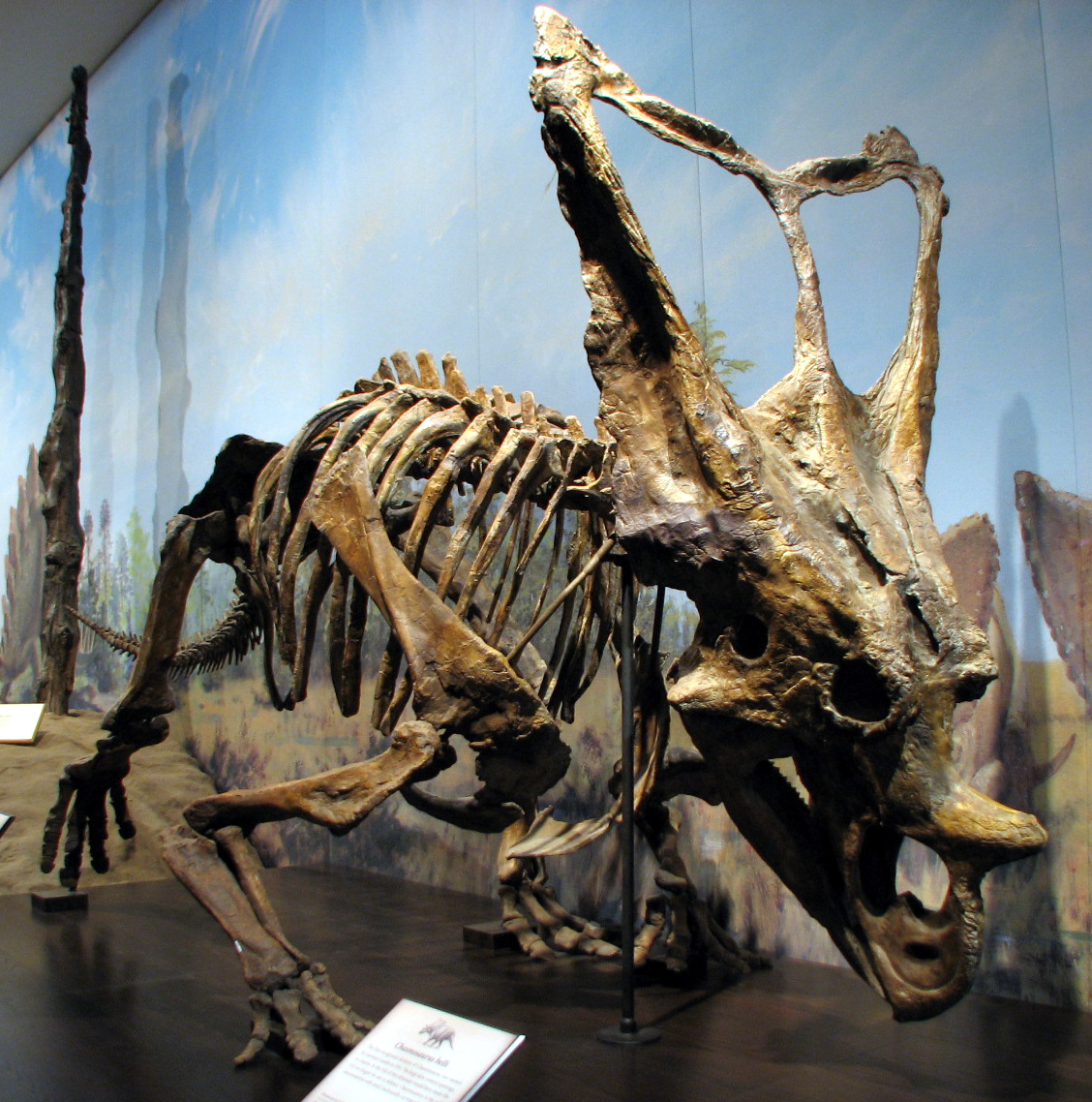
貝氏開角龍的骨架，位於加拿大皇家蒂勒尔博物馆

角龍科分為兩個亞科：有著短小頭盾的尖角龍亞科（如尖角龍）、以及有著長頭盾的開角龍亞科（如開角龍）。除了頭盾較大及長外，開角龍亞科的面部及嘴部通常較長，某些古生物學家指出牠們進食時可以有較大的植物選擇權。長頭盾是恐龍演化的較後階段才出現的特徵，但開角龍的生存年代卻是距今7,650萬7,550萬年前的上白堊紀。開角龍的頭盾被形容呈心形的，因牠的頭盾結構中央包含兩塊大洞孔，外型有如「迴圈」。
有些開角龍的頭盾上有一些小型的頸盾緣骨突，自頭盾邊緣延伸出。頭盾的顏色可能是很鮮艷的，用以吸引注意或作為求偶。但是，由於牠的頭盾很大且薄（因它主要是由骨骼間的皮膚支撐），故很難提供防衛的功能。它有可能是用作調節體溫。當一群開角龍被捕獵時，如暴龍攻擊時，雄性開角龍可能會組成一個環，並以頭盾向外，形成了一度可怕的陣勢。

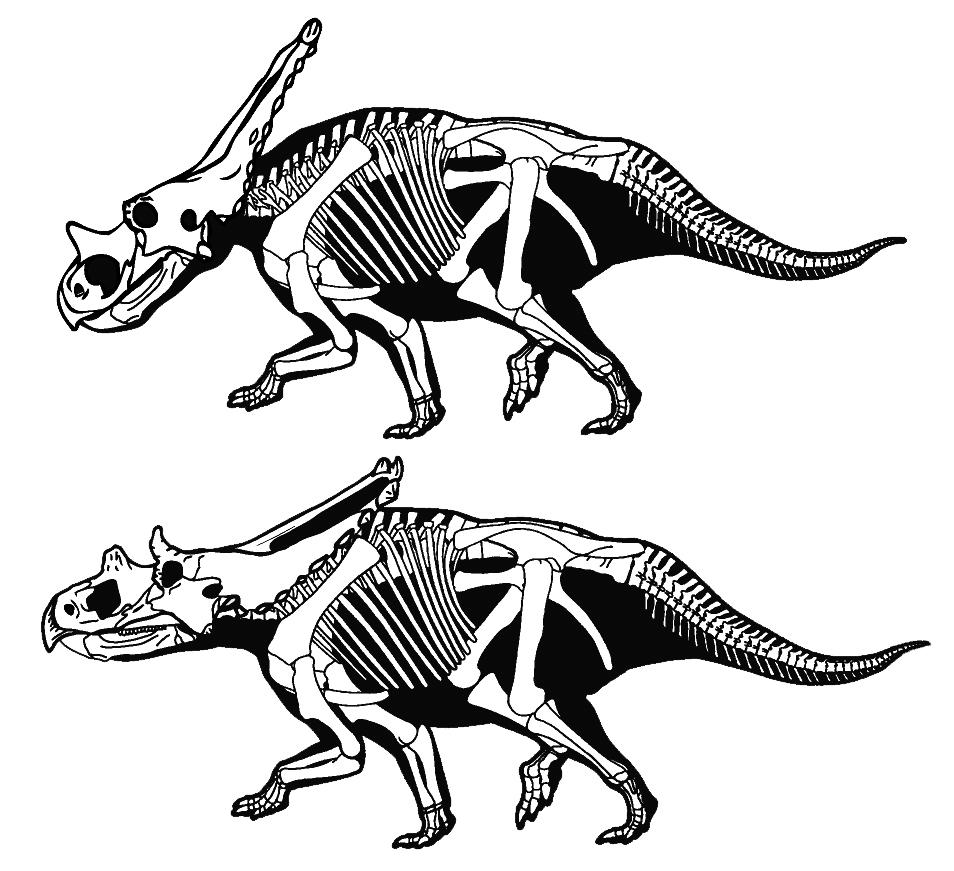
貝氏開角龍(上)、羅氏開角龍(下)的比較圖

如同很多的角龍科，開角龍有三隻主要的角，一隻在鼻端及兩隻在額，但不同的化石發現形成了不同的結果。一種命名為C. kaiseni的開角龍，有著長的額角；而貝氏開角龍（C. belli）卻只有短的額角。雖然牠們最初都被認為是不同的物種，但有可能長額角的是雄性，而短額角的是雌性。
有趣的是，古生物學家發現一些化石化的開角龍皮膚。這皮膚上有著很多骨質的結節（皮內成骨），在每邊有5-6個。不過從這個標本中卻沒辦法知道更多開角龍的資料，尤其是牠的顏色。

## 大眾文化
開角龍出現在BBC電視節目《恐龍星球》（Planet Dinosaur）與《金剛戰士:恐龍戰隊》（Power Rangers: Dino Thunder）之中。

## 外部連結
- 加拿大自然博物館展覽的爾文開角龍